# Мориниго, Родриго
Родриго Марио Мориниго Акоста (исп. Rodrigo Mario Morínigo Acosta; род. 7 октября 1998, Асунсьон) — парагвайский футболист, вратарь клуба «Либертад» и сборной Парагвая.

## Клубная карьера
Мориниго — воспитанник клуба «Либертад». 15 апреля 2018 года в матче против «Спортиво Лукеньо» он дебютировал в парагвайской Примере, выйдя на замену из-за травмы Ивана Рамиреса. Следующие три сезона был третьим вратарём команды Мартина Сильвы и Сервина, в сезоне 2022 года заменял Игнасио Дона. В марта 2024 года получил основное место в составе после травмы Сильвы.

## Международная карьера
В 2024 году Родриго принял участие в Кубке Америки в США. На турнире он сыграл в матчах против сборных Колумбии, Бразилии и Коста-Рики.

## Достижения
«Либертад»
- Победитель парагвайской Примеры (4) — Апертура 2022, Апертура 2023, Клаусура 2023, Апертура 2024